# Red Cedar (Wisconsin)
Red Cedar es un pueblo ubicado en el condado de Dunn en el estado estadounidense de Wisconsin. En el Censo de 2010 tenía una población de 2.086 habitantes y una densidad poblacional de 20,09 personas por km².

## Geografía
Red Cedar se encuentra ubicado en las coordenadas 44°53′24″N 91°50′58″O / 44.89000, -91.84944. Según la Oficina del Censo de los Estados Unidos, Red Cedar tiene una superficie total de 103.84 km², de la cual 101.42 km² corresponden a tierra firme y (2.33%) 2.42 km² es agua.

## Demografía
Según el censo de 2010, había 2.086 personas residiendo en Red Cedar. La densidad de población era de 20,09 hab./km². De los 2.086 habitantes, Red Cedar estaba compuesto por el 97.36% blancos, el 0.43% eran afroamericanos, el 0.29% eran amerindios, el 0.81% eran asiáticos, el 0% eran isleños del Pacífico, el 0.19% eran de otras razas y el 0.91% pertenecían a dos o más razas. Del total de la población el 0.81% eran hispanos o latinos de cualquier raza.